# Zopilot reial
El zopilot reial, voltor reial o rei dels zopilots (Sarcoramphus papa) és un acolorit ocell rapinyaire d'hàbits necròfags. Habita les terres baixes amb arbres de la zona neotropical, des del sud de Mèxic, a través d'Amèrica Central, fins al nord de l'Argentina. El seu estat de conservació es considera de risc mínim.
Pertany a la família dels catàrtids (Cathartidae) i és l'única espècie del gènere Sarcoramphus.